# Solenostoma flavorevolutum
Solenostoma flavorevolutum là một loài rêu tản trong họ Jungermanniaceae. Loài này được (Váňa) Váňa & D.G. Long mô tả khoa học lần đầu tiên năm 2009.